# Populacija II
Populacija II je zajednički naziv za stare zvijezde i zvjezdane skupove koje sadrže manji udio težih elemenata, metaliciteta Z ≳ 0, za razliku od zvijezda populacije I, koje su mlađe i posljedično većeg metaliciteta. Ove zvijezde se tipično nalaze u galaktičkom halou, posebno u kuglastim skupovima, a orbite su im dosta eliptične i nagnute prema galaktičkoj ravnini.